# Megalodoras laevigatulus
Megalodoras laevigatulus és una espècie de peix de la família dels doràdids i de l'ordre dels siluriformes.

## Hàbitat
És un peix d'aigua dolça i de clima subtropical.

## Distribució geogràfica
Es troba a Sud-amèrica: l'Argentina.